# Teatermanuskript
Teatermanuskript utgör teaterpjäsens grundmaterial och teaterregissörens främsta riktmärke och arbetsverktyg i skapandeprocessen. Teatermanuskriptet benämns i vardagligt tal som manus. I ett manuskript står den talade monologen och/eller dialogen mellan karaktärerna och här finns också kortare anvisningar som beskriver vad som sker under dialogens gång. Manuset är skrivet av en manusförfattare och är ofta en tolkning av en bok. Utländska manus översätts ofta till svenska av en översättare. I musikteater som musikal, operett eller opera kallas manuskriptet istället för libretto.